# Episodi di Tripping the Rift (terza stagione)
La terza stagione della serie animata Tripping the Rift, composta da 13 episodi, è stata trasmessa in Canada, da Teletoon, dal 6 settembre al 13 dicembre 2007.
In Italia la stagione è stata trasmessa dal 27 marzo all'8 aprile 2008 su Steel.
| n° | Titolo originale                    | Titolo italiano                   | Prima TV originale | Prima TV Italia |
| -- | ----------------------------------- | --------------------------------- | ------------------ | --------------- |
| 1  | Chode Eraser                        | Eliminiamo Chode                  | 6 settembre 2007   | 27 marzo 2008   |
| 2  | Shankenstein                        | Shankenstein                      | 13 settembre 2007  | 28 marzo 2008   |
| 3  | To eBay or Not to eBay              | eBay o non eBay                   | 20 settembre 2007  | 29 marzo 2008   |
| 4  | 23 1⁄2                              | 23,5                              | 11 ottobre 2007    | 30 marzo 2008   |
| 5  | Chuckles Bites the Dust             | Ride bene chi ride ultimo         | 18 ottobre 2007    | 31 marzo 2008   |
| 6  | The Need for Greed                  | Condizioni Di Volo                | 25 ottobre 2007    | 1º aprile 2008  |
| 7  | Hollow Chode                        | Che fine ha fatto Chode           | 1º novembre 2007   | 2 aprile 2008   |
| 8  | Raiders of the Lost Crock of */@?#! | I predatori del coccio perduto    | 8 novembre 2007    | 3 aprile 2008   |
| 9  | Witness Protection                  | Tentazini pericolose              | 15 novembre 2007   | 4 aprile 2008   |
| 10 | The Son Also Rises                  | Tale padre tale figlio            | 22 novembre 2007   | 5 aprile 2008   |
| 11 | Extreme Take-Over                   | Trasformazione estrema            | 29 novembre 2007   | 6 aprile 2008   |
| 12 | Battle of the Bulge                 | Non svegliare la stella che dorme | 6 dicembre 2007    | 7 aprile 2008   |
| 13 | Tragically Whip                     | Tragicamente Whip                 | 13 dicembre 2007   | 8 aprile 2008   |